# Grégory Wimbée
Grégory Wimbée (Essey-lès-Nancy, 19 agosto 1971) è un ex calciatore francese, di ruolo portiere.

## Carriera
Raggiunse nel 1990 l'AS Nancy, nel 1992 fu prestato al OFC Charleville e al suo ritorno nel 1994 divenne il portiere titolare del Nancy.
Nel 1996, il suo club arriva ai massimi livelli del calcio francese.
Nel 1997 venne ceduto all'Cannes e nel 1998 fu acquistato dal Lilla, compagine in cui militerà fino alla fine del 2004.
Durante l'estate 2004, fu comprato dal club rivale di Nancy, l'FC Metz.
Alla fine della stagione 2006 il Metz retrocesse in Ligue 2 e Wimbée cercò per finire la sua carriera un club di Ligue 2, il Grenoble Foot 38, squadra in cui milita tuttora.
È noto per essere l'unico portiere ad avere segnato un gol durante una partita di Ligue 1: il 28 novembre 1996 quasi alla fine della partita tra AS Nancy e Lens (0-1), durante un calcio d'angolo
Wimbée esce dalla sua porta e segna con il piede destro il solo gol della sua carriera.
Il 24 agosto 2009 firma un contratto annuale con il Valenciennes, al termine del quale si ritira dall'attività agonistica.

## Palmarès

### Club

#### Competizioni internazionali
- Coppa Intertoto UEFA: 1

Lille: 2004